# Saintes-Maries-de-la-Mer
Saintes-Maries-de-la-Mer – miejscowość i gmina we Francji, w regionie Prowansja-Alpy-Lazurowe Wybrzeże, w departamencie Delta Rodanu.
Według danych na rok 1990 gminę zamieszkiwały 2232 osoby, a gęstość zaludnienia wynosiła 6 osób/km² (wśród 963 gmin regionu Prowansja-Alpy-W. Lazurowe Saintes-Maries-de-la-Mer plasuje się na 251. miejscu pod względem liczby ludności, natomiast pod względem powierzchni na miejscu 2.).
Miasto jest celem pielgrzymek Romów, którzy przybywają tam na festiwal ku czci świętej Sary (24 maja).

## Zabytki
- kościół romański przebudowany około 1200[1] roku na kościół obronny z donżonem.